# Guyana vid världsmästerskapen i friidrott 2009
Guyana deltog i Världsmästerskapen i friidrott 2009 i Berlin med en trupp som bestod av 3 aktiva friidrottare (2 kvinnor och 1 man). Aliann Pompey var endast 41 hundradelar från att nå finalen på 400 meter (W).

## Deltagare från Guyana

### Damer
| Gren      | Deltagare      | Resultat   | Placering            |
| 400 meter | Aliann Pompey  | 50,71 (NR) | Utslagen i semifinal |
| 800 meter | Marian Burnett | 2.02,75    | Utslagen i semifinal |

### Herrar
| Gren      | Deltagare   | Resultat | Placering              |
| 100 meter | Adam Harris | 10,39    | Utslagen i kvartsfinal |
| 200 meter | Adam Harris | 21,28    | Utslagen i försöken    |